# ТЭЦ СЛПК
ТЭЦ СЛПК — предприятие энергетики в Сыктывкаре, входящее в Сыктывкарский ЛПК. Является центром одного из пяти основных энергоузлов Республики Коми.

## История и деятельность
- 1966 год — введён в работу первый котёл ТЭЦ производительностью 75 тонн пара в час и первая турбина мощностью 12 МВт.

Покрывает от 17 до 25 % потребностей республики в электроэнергии.
ТЭЦ включает в себя энергетическую и утилизационную части. Преимуществом ТЭЦ является возможность выработки дополнительной энергии за счёт сжигания вторичных видов топлива, таких как черный щёлок и корьевые древесные отходы. Представленные виды топлива являются отходами в целлюлозно-бумажной промышленности и, в частности, при производстве бумаги. Утилизация вторичных видов топлива приводит к дополнительной выработке электрической и тепловой энергии, следовательно, повышает эффективность работы промышленного предприятия в целом. Кроме вторичных видов топлива, на ТЭЦ используются основные виды топлива: газ и мазут.

## Адрес
167026, Россия, Республика Коми, Сыктывкар, пр. Бумажников, 2